# 甲車載式架橋器材
甲車載式架橋器材（こうしゃさいしきかきょうきざい）とは、大日本帝国陸軍が運用した工兵器材（架橋器材）の１つであり、1928年（昭和3年）頃に制定された。
整備数は3（年代不明）。

## 概要

### 前史
明治42年に制式制定された、乙車載式架橋器材は大正七年補強のため改良を加えたが、第一次世界大戦からの兵器の重量増加に伴い、この根本的改正の必要が認められた。
1920年（大正9年）7月に策定された陸軍技術本部兵器研究方針に基づいて、1922年（大正11年）に陸軍技術会議を経て新架橋器材の設計が定まった。

### 開発
この新たな架橋器材は。器材を構成する部材の組立て方やその量、用途によって、4段階の方式に分かれ、次のような性能が要求されていた。
まず第一方式は野戦重砲など全備重量約3トン、一軸圧2トン以下、軸間距離3ｍ以上の牽引車輌の通過に耐え、さらに第二方式から第三方式にかけて、通過可能重量が徐々に増えていき、第四方式では当初9トンが要求されていた。しかし、開発の途中で研究方針が改定され、第四方式は設置面長2.5ｍ以上、全備重量16トン以下の戦車の通過に耐える事が新たに要求された。
その後、作成された設計要領に基づき、新架橋器材を構成する少数の架柱橋と舟橋を試作、1924年（大正13年）11月より利根川及び陸軍工兵学校内の架橋場にて鉄舟水抵抗試験のほか、牽引式105㎜加農砲部隊や騎砲、16トン戦車の渡河試験を行い、良好な結果を得た。ただ、門橋の架設をより迅速に行える方法について研究を要求されたため、さらに改修を施し、1926年（大正15年）3月に工兵学校架橋場で、同年12月に利根川で、それぞれ再度試験を行い、試製器材の構造は門橋式軍橋に適し、野戦用架橋材料として適当であると認められた。
さらに、1927年（昭和2年）7月から工兵学校に実用試験を委託、中等程度の重車輌渡河用として認められた。翌年の9月～10月には、積載・運搬試験を近衛輜重兵大隊に委託、各種地形における本器材の運動性は、野砲にほぼ匹敵し実用に耐えうるものと判定を受け、制式器材として認められ審査は完了している。

## 戦車開発への影響
甲車載式架橋器材の性能は、1938年（昭和13年）に採用された九七式中戦車 チハ（チハ車）及びその試作競争の関係にあった試製中戦車 チニ（チニ車）の設計段階における重量設定に影響を及ぼしており、
例えばチハ車の重量を当初12トンに抑える要望が出されていたのは、本器材は最大の第四方式で16トンまでの戦車の通過を可能としていたが、荒天下での使用を考慮した場合、安全に渡河出来る限界の重量が12トン以下であると推測されたためである。

## 発展型・派生型
- 丙車載式架橋器材 - 1936年（昭和11年）に14トン戦車の通過が可能で、迅速な架設と撤収が可能な架橋器材。試作のみ。
- 一〇〇式架橋器材 - 野戦重砲を配属された師団向けに1940年（昭和16年）に制定された。整備数は7。
- 新耐重橋 - 1941年(昭和16年)に制定された架橋・渡河器材（工兵器材）。20トン以内の戦車及び、150両のトラックの通過が可能な20トン橋と、10トン以内の戦車や100両のトラックの通過が可能な10トン橋の二種類が存在した[4]。整備数は20トン橋が5、10トン橋が1。